# Strada statale 127 bis Settentrionale Sarda
La strada statale 127 bis Settentrionale Sarda (SS 127 bis) è una strada statale italiana. Praticamente è la continuazione della strada statale 127 Settentrionale Sarda da Sassari verso la costa occidentale dell'isola, ove è situata la città di Alghero e la riviera del Corallo.

## Storia
La strada statale 127 bis venne istituita nel 1935 con il seguente percorso: "Sassari - Cantoniera Scala Cavalli - Alghero - Porto Conte."

## Percorso

### Da Sassari ad Alghero
Ha origine nel capoluogo presso la borgata di Caniga intersecando la strada statale 131 Carlo Felice, prosegue in direzione Alghero attraversando alcuni passaggi a livello fino alla stazione di Molafà, costeggia Uri e prosegue nelle vicinanze del lago artificiale del Cuga. Giunta ad Alghero, l'attraversa in un tratto urbano lungo una decina di km da est a nord (pari a circa il 20% dell'intero percorso), per proseguire, dopo aver toccato Fertilia prima e Maristella poi, fino alla baia di Porto Conte.
Recentemente, al tracciato originario tuttora esistente e di competenza ANAS, sono state effettuate delle rettifiche dall'abitato di Uri fino al bivio con la strada provinciale che collega Olmedo ad Alghero, abbattendo i tempi necessari a collegare il capoluogo di provincia alla città catalana in circa mezz'ora di macchina. Questo a patto di passare dalla strada provinciale che collega Sassari con Ittiri, che ha carattere di scorrimento veloce a due corsie. Il collegamento Sassari-Alghero è però più trafficato nella sua direttrice principale e più fluida, la strada statale 291 della Nurra.
Con la costruzione del nuovo tracciato della strada statale 131 Carlo Felice tra Sassari e Porto Torres, è variato il caposaldo iniziale della strada, ora posto in corrispondenza dell'intersezione con il nuovo tracciato della SS 131. I primi 1,652 km sono stati conseguenzialmente dismessi e ceduti al comune di Sassari.

### Dettaglio

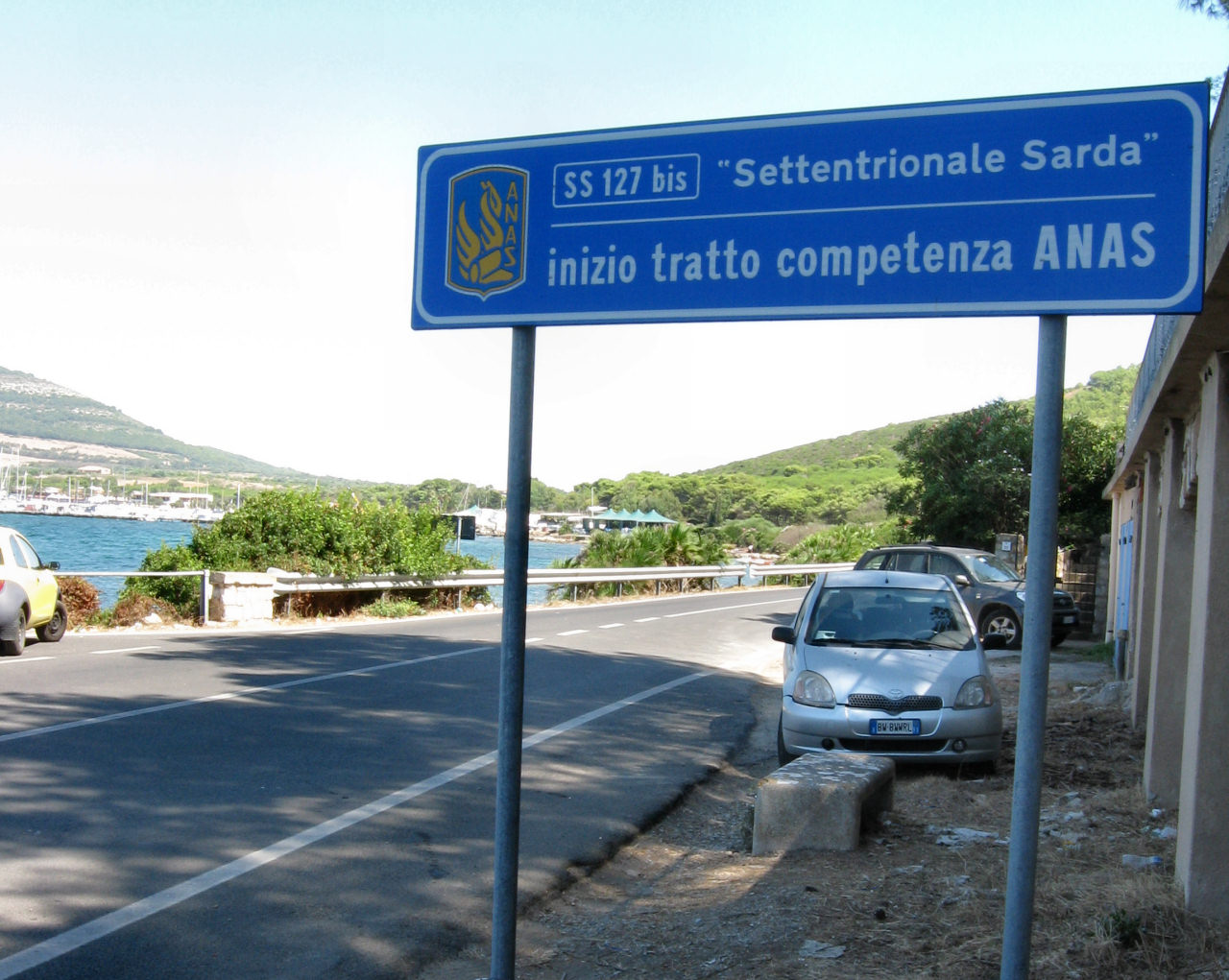
Inizio tratto di competenza ANAS della SS 127 bis presso Porto Conte